# Sychrovský tunel
Sychrovský tunel je železniční tunel na katastrálním území Radimovice na turnovském záhlaví stanice Sychrov  v km 131,140–131,780 železniční trati Pardubice – Jaroměř – Liberec.

## Historie
V roce 1854 požádali podnikatelé z Liberecka o vydání koncese na stavbu železnice z Liberce do Pardubic. Listem povolení Františka Josefa I. ze dne 15. června 1856 byla vydána koncese pro podnikatele Liebiega, Lannu a bratry Kleinovy na výstavbu a provoz železnice z Pardubic do Liberce a rovněž odbočnou trať z Josefova do Malých Svatoňovic. Trať stavěla a zprovozňovala po etapách společnost Jihoseveroněmecká spojovací dráha (SNDVB). Byly to úsek Pardubice – Josefov v roce 1857, úsek Josefov–Turnov v roce 1858 a úsek Turnov–Liberec v roce 1859. Součásti trati bylo osm tunelů z nichž nejdelší byl Sychrovský s délkou 635 metrů a nejkratší Sedlejovický s délkou 77 metrů. Ve své době[kdy?] byl nejdelším tunelem v Čechách a v roce 2020 byl 14. nejdelším tunelem v České republice.[zdroj?]

## Popis
Jednokolejný tunel se nachází ve stanicí Sychrov na železniční trati Pardubice – Jaroměř – Liberec. Stavba pro původně dvoukolejný tunel byla zahájena v červenci 1857. Tunel byl ražen současně z obou stran ve skalnatém masívu a proražen byl 8. října 1857. Byl široký osm metrů a dlouhý 635 m. Vytěžený kámen byl vyvážen na severní straně na násep, který vedl k viaduktu a na jižní straně k lesu. Během ražby došlo k neštěstí, když v důsledku špatného větrání došlo k nahromadění plynů a jejich následnému vznícení a výbuchu. Zprovozněn byl v roce 1859. Tunel byl opakovaně opravován. Nejrozsáhlejší sanace proběhla v období 1969–1973. Kdy byl dodatečně opláštěn v místech pískovcových a cihelných pásů. Žulové pásy byly hloubkově přespárovány a v neobezděné části po provedení svorníkové výztuže byl proveden plášť ze stříkaného betonu o tloušťce dvacet centimetrů. Při rekonstrukci byl prodloužen na 640 m. Tunel leží v nadmořské výšce 335 m a jeho délka je 640,21 m. Vlaky tunelem projíždí rychlostí až 100 km/h.[zdroj?]